# Elisabeth Küper
Elisabeth Küper (* 19. November 1901 in Essen-Altenessen; † 20. Januar 1991 in Dülmen) war eine deutsche Gewerkschafterin und Politikerin zunächst der Zentrumspartei und später der CDU.

## Leben und Wirken
Elisabeth Küper wuchs als einzige Tochter mit vier Brüdern in einer Bergmannsfamilie aus Altenessen auf. Nach ihrer Schulzeit arbeitete sie ab 1916 in Dülmen als Textilarbeiterin. 1923 wurde sie Haushaltshilfin, ehe sie 1926 wieder in der Textilindustrie arbeitete. 1928 trat sie der Zentrumspartei und dem Zentralverband christlicher Textilarbeiter bei und war im Betriebsrat und Ortskartell der Christlichen Gewerkschaften aktiv. Für die Rechte der Arbeiter veröffentlichte Küper auch einige agitatorische Gedichte.
1931 ging sie als hauptberufliche Gewerkschaftssekretärin nach Münster und arbeitete zusammen mit August Heeke in der Bezirksleitung des christlichen Textilarbeiterverbandes. Küper war für die Arbeiterinnenfragen zuständig. In der Zeit des Nationalsozialismus hatte sie „wegen staatsfeindlicher Einstellungen“ Berufsverbot. Etwa zwei Jahre lebte sie wegen der Verfolgungen wie auf der Flucht. Sie tauchte zeitweise bei Bekannten in Münster und Familienangehörigen im Sauerland unter. Ab 1935 arbeitete sie als Haushälterin bei ihrer Tante in Merfeld.
Nach 1945 war Küper Mitbegründer der CDU in Merfeld, Dülmen und Coesfeld. Sie war Mitglied im Vorstand der Partei im Kreis Coesfeld. Außerdem war sie Stadtverordnete in Dülmen und Kreistagsmitglied.
1946 war Küper Mitglied des Provinzialrates für Westfalen. Außerdem war sie 1946 und 1947 Mitglied des ernannten Landtages von Nordrhein-Westfalen. Bei ersten Landtagswahl unterlag sie einem Kandidaten der Zentrumspartei. Auch bei der Wahl zum ersten Bundestag kandidierte Küper vergeblich.

## Auszeichnungen
- 1956: von Konrad Adenauer verliehene Verdienstplakette
- 1967: Bundesverdienstkreuz
- 1986: Verdienstorden des Landes Nordrhein-Westfalen.[1]